# Список экспериментов на LHC
Ниже представлен список экспериментов на Большом адронном коллайдере ЦЕРН (LHC). LHC является самым крупным коллайдером в мире и используется как для уточнения Стандартной модели, так и для поисков в физики за пределами Стандартной модели, например суперсимметрия, дополнительные измерения и другие.
Данный список составлен из двух источников. Основой является базы данных SPIRES. Всю недостающую информацию восполняет онлайн-версия ЦЕРНовскоц «Grey Book». При этом учитываются более конкретизированные данные. Например, если в базе данных SPIRES указана дата «декабрь 2008 года», а в «Grey Book» — «22 декабря 2008 года», будет выведена информация из «Grey Book». При возникновении информационного конфликта между базами данных, приоритетной является база данных SPIRES, если не указано иное.

## Эксперименты на Большом адронном коллайдере
| Эксперимент | Место | Spokesman                 | Описание | Предложен    | Одобрен          | Начат         | Завершен | Ссылка            | Сайт    |
| ----------- | ----- | ------------------------- | --- | ------------ | ---------------- | ------------- | -------- | ----------------- | ------- |
| ALICE       | IP2   | Federico Antinori         | A large ion collider experiment: (большой ионный коллайдерный эксперимент): получение кварк-глюонной плазмы путем столкновения ядер свинца (~ 2,76 ТэВ).  | ??           | 6 февраля 1997   | 30 марта 2010 | N/A      | Inspire Grey Book | Website |
| ATLAS       | IP1   | Karl Jakobs               | A toroidal LHC apparatus: (Тороидальный аппарат LHC): поиск новых частиц или эффектов, выходящих за рамки Стандартной модели.                             | Декабрь 1994 | 31 января 1996   | 30 марта 2010 | N/A      | Inspire Grey Book | Website |
| CMS         | IP5   | Roberto Carlin            | Compact muon solenoid (Компактный мюонный соленоид): то же назначение, что и у ATLAS                                                                      | Октябрь 1992 | 31 января 1996   | 30 марта 2010 | N/A      | Inspire Grey Book | Website |
| LHCb        | IP8   | Giovanni Passaleva        | LHC beauty experiment: (Эксперимент над красотой на LHC): измерение определённых свойств B-адронов, таких как асимметрия и нарушения CP,                  | ??           | 17 сентября 1998 | 30 марта 2010 | N/A      | Inspire Grey Book | Website |
| LHCf        | IP1   | Yasushi Muraki            | LHC-forward: измерение продукции нейтрального π0-мезона, чтобы изучить сверхвысоко энергетические космические лучи.                                       | ??           | 12 мая 2004      | 30 марта 2010 | N/A      | Inspire Grey Book | Website |
| MoEDAL      | IP8   | James L. Pinfold          | Monopole and exotic particle detector at the LHC (Детектор монополя и экзотических частиц на LHC)                                                         | Июль 2009    | 2 декабря 2009   | Январь 2011   | N/A      | Inspire Grey Book | Website |
| TOTEM       | IP5   | Simone Giani              | Полное поперечное сечение, упругое рассеяние и дифракционная диссоциация на LHC                                                                           | 1999         | 18 мая 1999      | 2010          | N/A      | Inspire Grey Book | Website |
| FASER       | IP1   | Jamie Boyd, Jonathan Feng | ForwArd Search ExpeRiment: Search for long lived particles and neutrinos at the LHC (Поиск долгоживущих частиц и нейтрино на Большом адронном коллайдере) | 2017         | 5 марта 2019     | N/A           | N/A      | Inspire Grey Book | Website |

LHCf, MOEDAL и TOTEM — намного меньшие экспериментальные установки, чем «основная четвёрка», но они находятся на тех же пересечениях пучков IP1, IP8, IP5, что и «основные» соответственно.
Эксперименты
- Список экспериментов на SPS
- Список экспериментов на PS

Оборудование
- ЦЕРН : Европейская организация ядерных исследований
  - PS : Протонный синхротрон
  - SPS : Супер протонный синхротрон
  - ISOLDE : Онлайн изотопный массовый сепаратор
  - ISR : Пересекающиеся кольца хранения
  - LEP : Большой электрон-позитронный коллайдер
  - LHC : Большой адронный коллайдер